# Pokr Sariar
Pokr Sariar ou Poqr Sariar (en arménien Փոքր Սարիար) est une communauté rurale du marz de Shirak en Arménie. En 2008, elle compte 247 habitants.